# Цара, Антоний
Антоний Цара (1574—1621) — австрийский учёный.
Происходил из далматинской семьи родом из Задара. Был священником диоцеза Аквилеи (родился также в этой местности), затем епископом Педены в Истрии с 1601 года до конца жизни.
Был автором философского трактата «Anatomia ingeniorum et scientiarum sectioinibus quatuor comprehenda» (Венеция, 1615), во многом представляющего собой попытку создать универсальную энциклопедию, где пытался дать строго натуралистическое объяснение астрологии и магии, не разделяя предрассудков своего времени. Для написания этого труда Цара использовал как современные ему источники, так и копии работ Аристотеля, к которым получил доступ в иезуитской библиотеке в Граце.